# Toundra des îles subantarctiques et des Antipodes
Localisation
La toundra des îles subantarctiques et des Antipodes est une écorégion terrestre définie par le Fonds mondial pour la nature (WWF), qui appartient au biome de la toundra de l'écozone australasienne. Elle rassemble cinq groupes insulaires de l'océan Austral : les îles Bounty, les îles Auckland, les îles des Antipodes et l'île Campbell, sous juridiction néo-zélandaise, et l'île Macquarie, rattachée à la Tasmanie australienne.